# Parobisium hesperum
Parobisium hesperum es una especie de arácnido del orden Pseudoscorpionida de la familia Neobisiidae.

## Distribución geográfica
Se encuentra en Oregón y California en (Estados Unidos).